# Mary Celeste
Mary Celeste – niewielka brygantyna, należąca do nowoszkockiego przedsiębiorstwa armatorskiego J.H. Winchester and Co. Statek zyskał rozgłos, gdy został odnaleziony na oceanie opuszczony przez załogę, której nigdy nie udało się odnaleźć. Losy statku i załogi to jedna z najgłośniejszych nierozwiązanych tragedii morskich.

## Historia i rejsy
„Mary Celeste” była 282-tonową brygantyną. Została zbudowana w roku 1861 jako „Amazon” w miejscowości Spencer's Island w Nowej Szkocji. Właścicielami „Amazon” było ośmiu lokalnych inwestorów z konstruktorem statku Joshuą Dewisem i Williamem H. Bigalowem na czele. „Amazon” została zarejestrowana w porcie Parrsboro.
Pierwszy kapitan statku „Amazon”, Robert McLellan, w dziewięć dni po objęciu dowództwa zachorował na zapalenie płuc i zmarł na samym początku dziewiczego rejsu. Był pierwszym z trzech kapitanów tego statku, którzy zmarli na jego pokładzie. John Nutting Parker, następny dowódca „Amazon”, doprowadził do zderzenia z kutrem rybackim i musiał odprowadzić statek do stoczni na remont. W stoczni na śródokręciu statku wybuchł pożar, co przedłużyło naprawy. Pierwsza podróż przez Atlantyk również zakończyła się katastrofą dla następnego kapitana, który po zderzeniu z innym statkiem w kanale La Manche w pobliżu Dover stracił stanowisko.
Mimo tych niezbyt obiecujących początków brygantyna dobrze spisywała się przez następne kilka lat, przynosząc właścicielom spore dochody. Odbywała rejsy z przeróżnymi towarami do Indii Zachodnich i Ameryki Południowej. W roku 1867 statek został wyrzucony na brzeg wskutek sztormu u wybrzeży Nowej Szkocji. Po ponownym ściągnięciu na wodę „Amazon” został sprzedany za 1750 USD Richardowi Hainesowi z Nowego Jorku i wyremontowany za 8825,03 USD. W roku 1868 statek został zarejestrowany jako jednostka amerykańska o nazwie „Mary Celeste”. Zamiarem nowych właścicieli było przeprowadzić statek przez Atlantyk i zarabiać w handlu z portami śródziemnomorskimi. Prawo własności statku podzielone zostało na 24 udziały, które dostały się czterem partnerom w następujących proporcjach:
- James H. Winchester (12)
- kapitan Benjamin Briggs (8)
- Sylvester Goodwin (2)
- Daniel T. Sampson (2)

## Nierozwiązana zagadka
5 listopada (według innych źródeł – 7 listopada) 1872 wyszedł z portu w Nowym Jorku w rejsie do Genui z ładunkiem 1701 beczek spirytusu. 4 grudnia (albo 5 grudnia) został dostrzeżony około 400 mil od Gibraltaru – płynął już bez załogi pierwotnie liczącej 8 osób.
Załoga statku Dei Gratia, która zauważyła dryfujący statek-widmo z częściowo uszkodzonymi żaglami stwierdziła, iż wszystko znajduje się w niemal idealnym porządku, brakowało jedynie szalupy ratunkowej. Po odprowadzeniu do Gibraltaru Mary Celeste została poddana szczegółowym oględzinom. Podczas rozładunku towaru w Genui stwierdzono, że 9 beczek jest pustych. Nie udało się jednak ustalić przyczyn zniknięcia załogi. Do dziś zostaje ono jedną z największych zagadek marynistyki.
Istnieje wiele hipotez dotyczących nagłego zniknięcia załogi statku. Najbardziej prawdopodobna jest taka, że załoga wyczuła opary alkoholu wydobywające się z beczek i z obawy przed eksplozją błyskawicznie opuściła statek i nie zdołała nań powrócić. Należy wspomnieć, że w owym czasie zdarzały się wypadki, iż transportowany na statku alkohol w wysokiej temperaturze wybuchał i możliwe, że stąd wzięła się tak paniczna reakcja załogi.

### Obecni na pokładzie

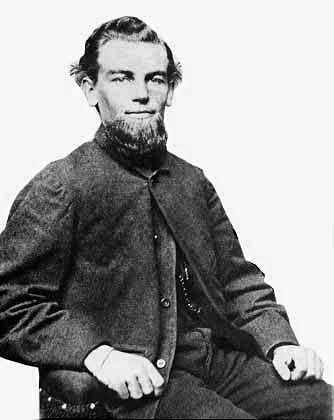
Kapitan Benjamin Briggs

#### Załoga
| Imię i nazwisko      | Stopień           | Narodowość | Wiek |
| -------------------- | ----------------- | ---------- | ---- |
| Benjamin Briggs      | Kapitan           | Amerykanin | 37   |
| Albert C. Richardson | Oficer            | Amerykanin | 28   |
| Andrew Gilling       | Drugi oficer      | Duńczyk    | 25   |
| Edward W. Head       | Steward i kucharz | Amerykanin | 23   |
| Volkert Lorenson     | Marynarz          | Niemiec    | 29   |
| Arian Martens        | Marynarz          | Niemiec    | 35   |
| Boy Lorenson         | Marynarz          | Niemiec    | 23   |
| Gottlieb Gondeschall | Marynarz          | Niemiec    | 23   |

#### Pasażerowie
| Imię i nazwisko        | Status         | Wiek |
| ---------------------- | -------------- | ---- |
| Sarah Elizabeth Briggs | Żona kapitana  | 30   |
| Sophia Matilda Briggs  | Córka kapitana | 2    |

## Teorie fantastyczne

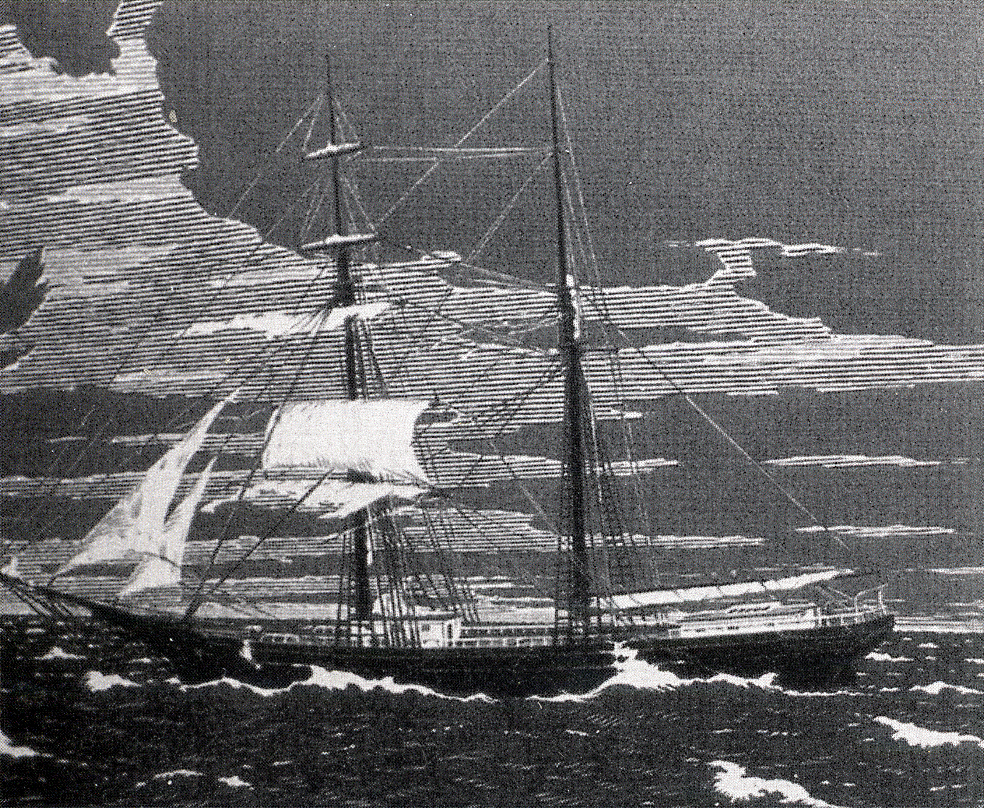
W takim stanie zastali Mary Celeste członkowie załogi statku Dei Gratia

Wkrótce po odnalezieniu "Mary Celeste" pojawiła się teoria, że winien wszystkiemu był chory umysłowo kucharz, który otruł wszystkich członków załogi, po czym opuścił statek na jedynej szalupie ratunkowej i zapewne zginął.
W styczniu 1884 roku w londyńskim periodyku "Cornhill Magazine" ukazał się anonimowy artykuł zatytułowany "J. Habakuk Jephson's Statement". Wedle relacji Jephsona, był on jednym z pasażerów statku (występującego w artykule jako "Marie Cesleste") w czasie fatalnego rejsu i wie co się wówczas stało. Nie przedstawił wcześniej swej wersji wypadków bowiem bał się, że zostanie poczytany za szaleńca, ale w obliczu zbliżającej się śmierci postanowił, mimo wszystko, opowiedzieć, co się 13 lat wcześniej wydarzyło.
Rzekomy dr Jephson był lekarzem i abolicjonistą walczącym o wyzwolenie czarnoskórych w Stanach Zjednoczonych. W czasie jednej z bitew wojny secesyjnej został ciężko ranny i pewnie umarłby, gdyby nie stara afroamerykanka, która wzięła go pod opiekę i wyleczyła. Na zakończenie kobieta wręczyła mu dziwny amulet – wyrzeźbione w czarnym kamieniu ludzkie ucho. W siedem lat później zaokrętował się na "Mary Celeste", gdzie – prócz dziesięciu członków załogi (w tym trzech czarnoskórych) i rodziny kapitana – było jeszcze dwóch pasażerów: Harton, agent towarzystwa okrętowego i Mulat Septimus Goring.
Pewnego dnia zniknęły bez wieści żona i córeczka kapitana Briggsa (przypuszczano, że wypadły za burtę), a sam Briggs popełnił w rozpaczy samobójstwo. Dowództwo objął I oficer, ale w tym momencie doszło do buntu czarnoskórych marynarzy pod wodzą Goringa. Wszystkich białych związano i wyrzucono za burtę, z wyjątkiem Jephsona, którego chronił amulet. Statek wkrótce dopłynął do wybrzeży Afryki, gdzie afroamerykanie wraz z Jephsonem popłynęli szalupą do brzegu, zostawiając "Mary Celeste" na łasce fal.
W afrykańskiej wiosce, do której wkrótce dotarli, znajdowała się świątynia, a w niej posąg bóstwa z odrąbanym uchem. Dr Jephson – posiadacz brakującego fragmentu – był traktowany jak honorowy więzień plemienia. Pewnej nocy zjawił się w jego chacie Goring i powiedział, że chce zostać władcą afrykańskiego królestwa, w czym przeszkadza mu obecność białego lekarza. Umożliwił więc Jephsonowi ucieczkę, a ten po dwóch latach dotarł do Londynu.
Publikacja listu wywołała sensację. Czytelnicy domagali się wysłania ekspedycji karnej w poszukiwaniu Goringa, ale po kilku miesiącach pisarz Arthur Conan Doyle wyjawił, że to on stworzył całą historię dla żartu.